# Nancy Tolentino Gamarra
Nancy Rosalina Tolentino Gamarra es una psicóloga y funcionaria peruana. Ejerció como ministra de la Mujer y Poblaciones Vulnerables del Perú en el gobierno de Dina Boluarte, entre enero de 2023 y abril de 2024.

## Biografía
Tras realizar estudios, obtuvo la licenciatura en Psicología, en 1991.
En 2012, se graduó de terapeuta racional emotiva, y obteniendo la maestría en Liderazgo Organizacional, en la Universidad del Este (Estados Unidos).
Realizó estudios en Política Social con mención en Género, Población y Desarrollo, en la Universidad Nacional Mayor de San Marcos (2000-2002), donde obtuvo una maestría.
Tiene un diplomado del Posgrado Internacional Interdisciplinario en Población y Desarrollo Sustentable, en la Universidad de Chile (1997), un diplomado en la Carrera Interdisciplinaria de Especialización de Posgrado en la Problemática del Uso Indebido de Drogas, en la Universidad de Buenos Aires (1992) y un diplomado en Gerencia Social Empresarial, por la Pontificia Universidad Católica del Perú.

### Trayectoria
Se desempeñó como titular de la Gerencia del entonces Ministerio Promoción de la Mujer y Desarrollo Humano, en 1999.
En 2012, fue directora ejecutiva del Programa Integral Nacional para el Bienestar Familiar (Inabif).
Fue especialista del Eje de Prevención del Consumo de Drogas de la Comisión Nacional para el Desarrollo y Vida sin Drogas (Devida), en 2017.
También fue asesora del Despacho de la Presidencia del Consejo de Ministros y en el Despacho del Ministerio de Interior, así como en municipios y en despachos parlamentarios del Congreso de la República.
En mayo de 2018, fue nombrada titular del Directora Ejecutiva del Programa Nacional Contra la Violencia Familiar y Sexual – PNCVFS. En 2019, se modifica el Decreto Supremo que crea el programa nacional PNCVFS y se crea el Programa Nacional para la Prevención y Erradicación de la Violencia contra las Mujeres e Integrantes del Grupo Familiar –AURORA, del Ministerio de la Mujer y Poblaciones Vulnerables. Presentó su renuncia cuando fue nombrada viceministra de Estado.
En junio de 2020, fue designada Viceministra de la Mujer del Ministerio de la Mujer y Poblaciones Vulnerables. Mantuvo este cargo hasta agosto del mismo año.
Ha trabajado como consultora para la Agencia de Cooperación Española, para la Mesa de Mujeres Parlamentarias Peruanas. También trabajó en la Cooperación Suiza, así mismo como consultora y asesora en instituciones públicas y organizaciones privadas.
En su condición de funcionaria del ejecutivo ha representado al Perú ante las Naciones Unidas, la Comisión Económica para América Latina y el Caribe (CEPAL), así como ante la Organización de los Estados Americanos (OEA), y la Comisión Interamericana de Mujeres (CIM de la OEA).

### Ministra de Estado
El 13 de enero de 2023, fue nombrada y posesionada por la presidenta Dina Boluarte, como ministra de la Mujer y Poblaciones Vulnerables del Perú. El 1 de abril del 2024 fue reemplazada en dicho cargo por Ángela Hernández Cajo.